# Alfénide
Le mot alfénide peut concerner :
- un alliage métallique sans argent ;
- le nom de la manufacture qui fabriquait cet alliage ;
- une marque d'orfèvrerie qui utilisait cet alliage comme base pour la fabrication d'objets de table par galvanoplastie, comme des couverts en métal argenté.

## Alliage sans argent
L'alfénide, appelé aussi métal blanc, est un alliage métallique imitant l'argent que les frères Halphen ont fait connaître en 1850. Cette appellation est dérivée du nom des inventeurs Charles Halphen & frères, chimistes et orfèvres français au XIXe siècle et suffixe -ide. 
C'est un alliage couleur « d'argent » pour usage domestique. Sa composition est : cuivre 59 %, zinc 30 %, nickel 10 %, fer 1 %. Il ne contient pas d'argent.
Il a été notamment utilisé comme base pour la fabrication de couverts de table et d'autres ustensiles en métal qui étaient traditionnellement fabriqués en étain ou en argent comme les verseuses à café, etc.
Comme le maillechort, il peut être ou non recouvert d'une couche d'argent par galvanoplastie.
Par rapport aux ustensiles en argent massif qu'il tend à imiter, il possède trois avantages :
- une plus grande dureté ;
- une plus grande longévité ;
- un moindre coût.

L'alfénide sans argenture, par rapport aux ustensiles en métal argenté présente l'avantage d'être massif et de ne pas se corroder.

## Manufacture
La manufacture Alfénide fut achetée en 1888 par l'entreprise Christofle .

## Marque d'orfèvrerie
La marque "Alfénide" a été utilisée par l'entreprise Christofle jusqu'au dernier dépôt le 24 octobre 1978. N'ayant pas été renouvelée, cette marque est expirée depuis 1988.
Le poinçon de garantie de l'argenture Alfénide. comporte une tête de bouc dans un losange inscrit dans un carré, semblable à celui, losangique lui, de la veuve de Charles Halphen, orfèvre insculpée (c'est-à-dire « qui avait déposée son poinçon ») le 17 mars 1877. 

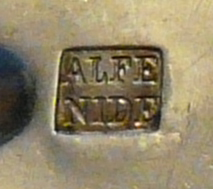
Poinçon apposé sur un couvert, la forme carrée indique que c'est un métal plaqué.
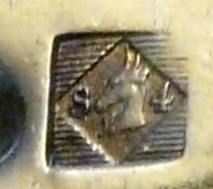
Poinçon du fabricant apposé sur un couvert, 84 est le nombre de grammes d'argent pur déposé sur 12 couverts.